# Skydance Media
Skydance Media is een Amerikaanse filmstudio die in 2010 werd opgericht door David Ellison. De studio doet aan film- en televisieproductie en computerspelontwikkeling.

## Geschiedenis
In 2010 richtte de toen 27-jarige filmproducent David Ellison, zoon van miljardair en Oracle-oprichter Larry Ellison, het filmproductiebedrijf Skydance Media op. Een deel van het startkapitaal, zo'n US$ 350 miljoen, werd gefinancierd door zijn vader. De studio maakt hoofdzakelijk actie- en sciencefictionfilms en heeft een samenwerkingsverband met Paramount Pictures. Zo werkte Skydance mee aan succesvolle filmseries als Star Trek en Mission Impossible. Drie jaar later werd de televisieafdeling Skydance Television gelanceerd.
In 2016 werd met Uncharted een onderafdeling van Skydance Media opgericht. Via het productielabel worden films gemaakt die niet tot de genres actie en sciencefiction/fantasy behoren. Baywatch (2017) was de eerste film die onder het nieuwe label werd uitgebracht.
In juli 2024 bereikten Paramount Global en Skydance Media een akkoord over een fusie. Er liepen al langere tijd gesprekken, maar de doorbraak kwam toen Paramount-voorzitter Shari Redstone instemde met de verkoop van het aandelenbelang van National Amusements in Paramount voor US$ 2,4 miljard. Toezichthouders, waaronder de Federal Communications Commission (FCC), moeten nog instemmen met de transactie. Is de fusie een feit dan zal New Paramount een beursgenoteerd bedrijf zijn met Skydance als belangrijkste aandeelhouder. Op 24 juli 2025 verleende de FCC toestemming voor de transactie met Skydance.

## Producties van Skydance Media

### Film (selectie)
- True Grit (2010)
- Mission: Impossible – Ghost Protocol (2011)
- Jack Reacher (2012)
- Star Trek Into Darkness (2013)
- World War Z (2013)
- Terminator Genisys (2015)
- Mission: Impossible – Rogue Nation (2015)
- Star Trek Beyond (2016)
- Annihilation (2018)
- Mission: Impossible – Fallout (2018)
- Gemini Man (2019)
- Top Gun: Maverick (2022)
- Mission: Impossible – Dead Reckoning (2023)
- Transformers: Rise of the Beasts (2023)

### Televisie (selectie)
- Manhattan (2014–2015)
- Grace and Frankie (2015–)
- Altered Carbon (2018–)

## Computerspellen
In 2016 werd het computerspelbedrijf The Workshop Entertainment overgenomen. Deze stap werd gezet om (virtual reality)-spellen onder de naam Skydance Interactive uit te brengen.
- Archangel (2017) (VR-spel)
- PWND (2018)